# 塩レモン

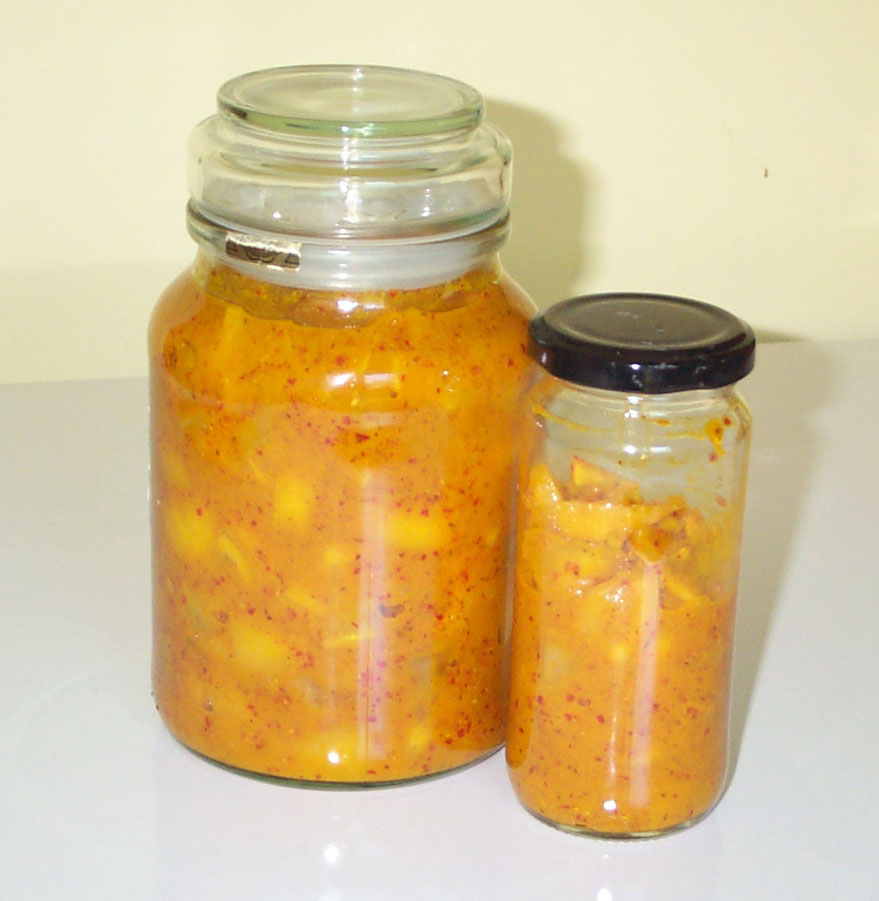
レモン漬け

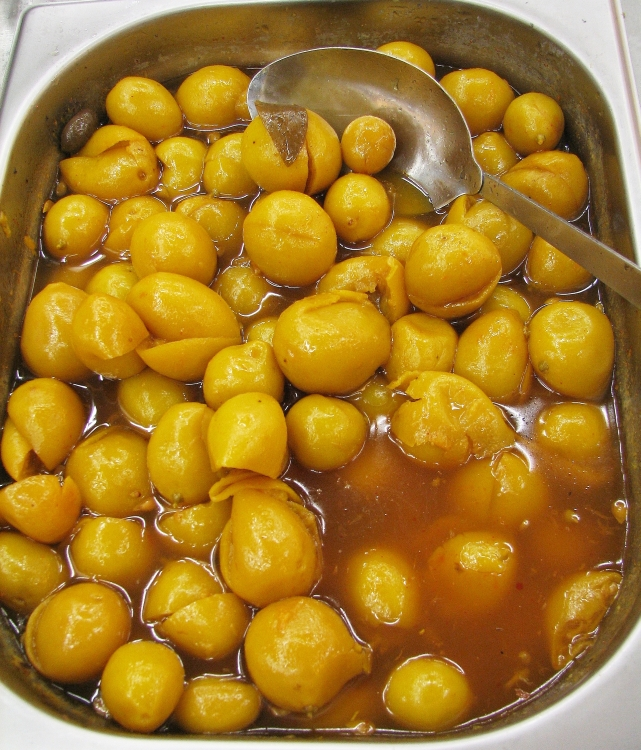
モロッコ名物レモンピクルス

塩レモン（しおレモン）あるいはレモンピクルスは、インド亜大陸と北アフリカの料理で一般的な調味料である。さいの目切り、4分の1カット、半分にカット、あるいは丸ごとのレモンを、水、レモン汁、および塩水に浸して作る。 時折香辛料も含まれる。塩レモンは使用前に数週間または数か月間室温で発酵させることで出来る。保存レモンの果肉はシチューやソースに使用することができるが、最も大事なのは皮である。味は少し酸っぱいが、非常にレモンの風味が引き立つ。

## 使用法
塩レモンは表面の塩分を除去するために使用する前に洗うか、もしくは塩分を除去して自然なマイルドな甘みを引き出すために湯通しすることもある。料理に必要な触感に応じて、ぶつ切り、もしくはみじん切にする。レモンの皮（ゼスト）は果肉の有無に関わらず使用できる。
塩レモンはタジンのような多くのモロッコ料理の重要な材料である。カンボジア料理では、 塩レモンは丸ごとレモンを使用したチキンスープなどに使われる。しばしばオリーブ、アーティチョーク、魚介類、子牛肉、鶏肉、そして米と様々な方法で組み合わされる。
漬けた果肉と液体はブラッディマリーや、他のレモンと塩が使用された飲み物に使われる。  
アユールヴェーダ料理でのレモンピクルスは胃疾患のための家庭薬であり、また成熟するにつれて価値が上がるといわれている 。東アフリカの民間療法ではレモンピクルスは脾臓の肥大に対する治療に使われる。

## 歴史
歴史的に、ピクルス液に漬け込むことは、旬の時期からしばらくたった後や、レモンの産地から遠い場所でもレモンが使用できるようにするための手頃な実用的保存方法であった。また、19世紀初頭のイギリス、アメリカ、インド（翻訳による）などの料理本には塩レモンのレシピがのっており、サーモンや子牛肉のソースなどに使う方法が触れられている。今日の料理では、このようなレシピにおいては新鮮なレモンの皮や果汁液が使用されている。19世紀初めの A New System of Domestic Cookeryには、オールスパイスや酢などを使うレシピがのっている。
類似したレシピは 1824年のメアリー・ランドルフの料理本に出現している。これらはそれ以前の料理本にも出てきており、18世紀初期にイギリス人家政婦エリザベス・ラファルドによって書かれたものなどがある 。いくつかのレシピにはレモンをおろしたり、剥いたり、後に使用するために乾燥させた皮を保存することが含まれている。

### 日本における普及
日本においてはあまり普及していなかったが、2010年頃にタジン鍋などモロッコ関係の製品ブームとともに日本でも知られるようになり始めた。2013年～2014頃から30代前後の層を中心に人気を博し、クックパッドでは「塩レモン」をキーワードにした検索数が2013年から1年ほどで77倍に増え、食材として定着したり、この言葉が流行語大賞の候補となった。このため、2015年には高知県や広島県などで栽培されている国内産レモンに注目が集まり、取引価格が上昇したという。

## 発酵
発酵は炭水化物をアルコールや有機酸といった他の副産物に分解するために、細菌や酵母などの微生物の使用を必要とする過程である。また、タンパク質や脂質も発酵によって分解される可能性がある。
発酵は通常、酸素が存在しない環境で行われる（嫌気性と呼ばれる）。発酵の方法は2つある。1つは乳酸発酵ともう1つはアルコール発酵であり、何世紀にもわたって使用されてきた。発酵を通じて、ワイン、チーズ、ヨーグルト、ピクルス、塩レモンなどの製品が生産されている。ビタミンBの生産の増加などが、発酵食品に関連する健康上の利点としてあげられる。発酵によってビタミンB、オメガ3脂肪酸、およびプロバイオティクスが作られる。 加えて、通常消化されにくい食品は、細菌による合成によって発酵することで消化することができ、これによって消化管からより多くの栄養素を吸収することを可能となる（バイオアベイラビリティの増加）。

## 栄養価
皮を剥いていないレモンとは対照的に、塩漬けで保存されたレモン中のビタミン含量は減少し、ミネラル、糖や澱粉のような単純な炭水化物は失われる。 

## 物理的および化学的変化
発酵の過程は複雑であり、レモンの外部および内部の品質に多数の変化を引き起こす。こうした変化には、皮のしわ、（酸化による）レモンの中身のわずかな褐変などが含まれる。
発酵の保存過程の間にレモン内部で起こる化学反応に関する研究はあまり多くないものの、他の果物に基づく研究を用いたり、観察を通した補強証拠を使って結論を導き出すことができる。上記の定義を使って、レモン内部の糖とでんぷんは発酵過程の間に化学的に分解されると、結論することができる。栄養値に基づいて、発酵後に多量栄養素が存在しないことから、発酵過程の間にタンパク質が分解または加水分解されたと理論化することもできる。
発酵の成功率と安全性のレベルに影響を与えうる多数の要因が存在する。発酵はpH、緩衝能、初期糖含量といった果実内の構成要素によって強く影響を受ける可能性がある。これら全ての要因は果物の大きさに応じて変化し、果物が大きくなればなるほど、果物の持つ栄養価が高くなり、これらの要素はすべて変化しうる。さらに、農薬は発酵に大きな影響を与えうる。もし発酵中に農薬が果物の表面に大量に残っていると、保存の過程で農薬内の有害物質の効力が高まる。

## 発酵におけるミネラル、主要な栄養素、酸化防止剤の役割
塩漬けに使用される一般的な多量栄養素は塩であり、液体の浸透性を上げてある種の微生物の増殖を抑制する。この効果は細菌が生き残るのには困難な環境を作り出し、塩性微生物の増殖を可能にさせる。また塩は貯蔵期間を延ばすのにも役立つ。 レモンの汁は酸性で、pHを下げるのに役立つクエン酸を含んでいる。これは腐敗や病気を引き起こす可能性のある微生物を制限する。レモンの保存のために、食品添加物としての酸化防止剤は、脂質過酸化と食品の色の退色を防ぐために使用されている。
レモンにはクエン酸が含まれているが、ほとんどのクエン酸は、糖をクエン酸に変えることができる微生物を使用して発酵によって生産される。これは、トン数で生産される最も重要な有機酸であり、食品や製薬業界で広く使用されている。糖蜜やでんぷんベースの培地など、さまざまな炭水化物源を用いて、主にコウジカビまたはカンジダ属を使用した液内発酵によって生産される。食品・飲料産業はこの酸を広く世界的に食品添加物として使用している。